# Ōshima Kenkichi

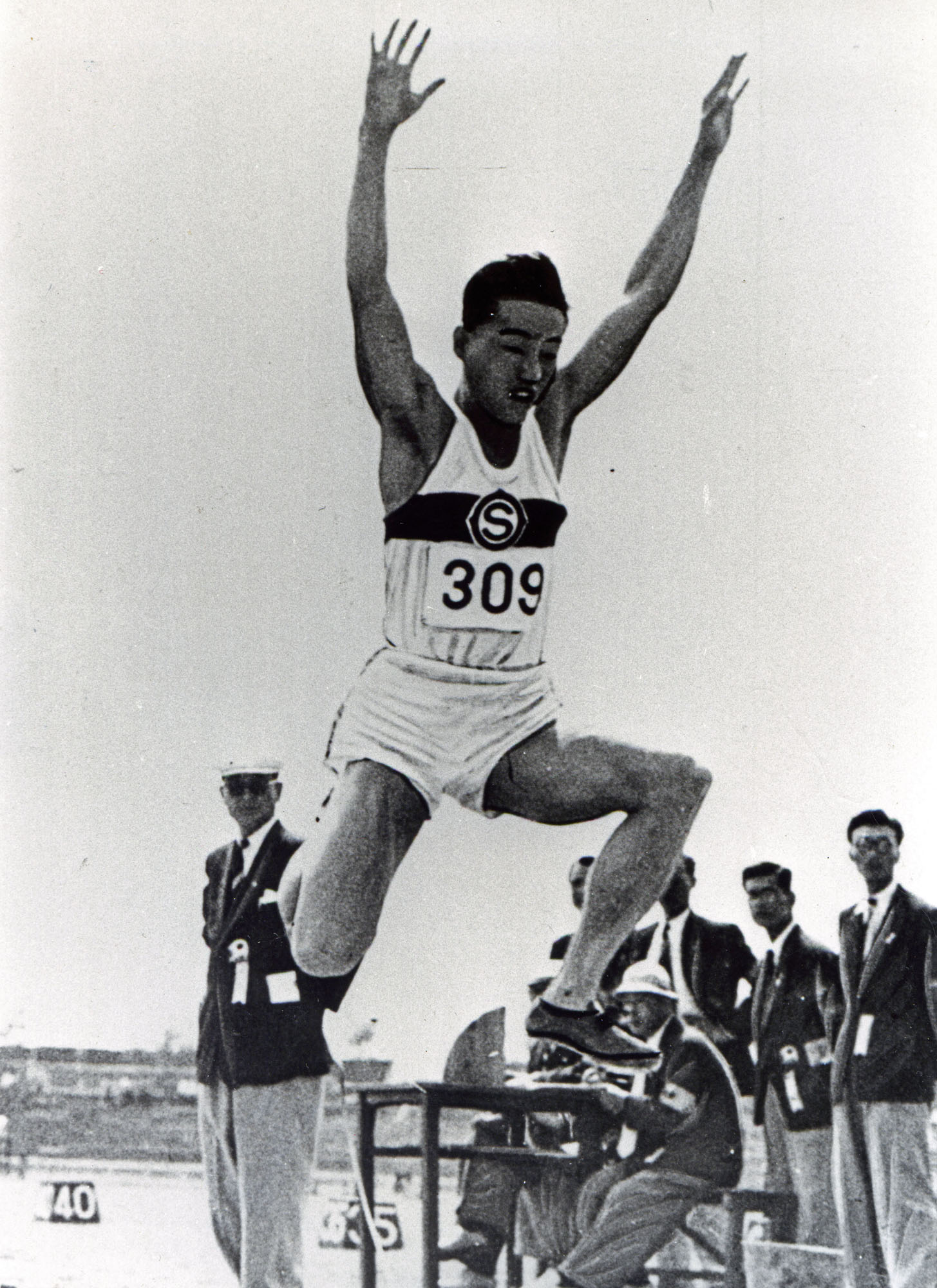
Ōshima Kenkichi

Ōshima Kenkichi (jap. 大島 鎌吉; * 10. November 1908 in Kanazawa; † 30. März 1985) war ein japanischer Dreispringer.
Bei den Olympischen Spielen 1932 in Los Angeles gewann er mit 	15,12 m die Bronzemedaille hinter seinem Landsmann Nambu Chūhei, der mit 15,72 m einen Weltrekord aufstellte, und dem Schweden Erik Svensson (15,32 m). 
1934 wurde er fernöstlicher Meister und stellte am 1. Oktober in Seoul mit 15,63 m seine persönliche Bestleistung auf. 1936 wurde er bei den Olympischen Spielen in Berlin Sechster.
Nach seiner aktiven Karriere wurde der Absolvent der Kansai-Universität zunächst Sportjournalist bei der Mainichi Shimbun und schließlich Professor an der Sporthochschule Ōsaka. Seit 1949 gehörte er dem Japanischen Olympischen Komitee an. Bei den Olympischen Spielen 1964 in Tokio war er leitender Instrukteur der japanischen Mannschaft. 1982 wurde er mit dem Hans-Heinrich-Sievert-Preis ausgezeichnet.